# Грязевые подёнки
Грязевые подёнки (лат. Caenidae) — семейство подёнок. К семейству относятся около ста видов, из которых 18 европейских.

## Описание
Длина тела имаго от 2 до 5 мм. Задних крыльей нет. Парацерк и церки одинаковой длины. Поперечные жилки на переднем крыле расположены только в один ряд. Задние крылья отсутствуют. Три хвостовых нити.

## Классификация
- подсемейство: Brachycercinae 38 видов
  - триба: Brachycercini Sun & Mc Cafferty, 2008
    - род: Brachycercus Curtis, 1834

  - триба: Caenoculini Sun & Mc Cafferty, 2008
    - род: Caenoculis Soldán, 1986 - Юго-Восточная Азия

  - триба: Cercobrachini Sun & Mc Cafferty, 2008
    - род: Alloretochus Sun & Mc Cafferty, 2008
    - род: Cercobrachys Soldán, 1986 - В Европе 1 вид
    - род: Susperatus Sun & Mc Cafferty, 2008

  - триба: Insulibrachini Sun & Mc Cafferty, 2008
    - род: Insulibrachys Soldán, 1986

  - триба: Latineosini Sun & Mc Cafferty, 2008
    - род: Latineosus Sun & Mc Cafferty, 2008
    - род: Oriobrachys Sun & Mc Cafferty, 2008

  - триба: Sparbarini Sun & Mc Cafferty, 2008
    - род: Sparbarus Sun & Mc Cafferty, 2008
- подсемейство: Madeocercinae
  - род: Afrocercus Malzacher, 1987
  - род: Madeocercus Malzacher, 1993 - Мадагаскар
- подсемейство: Caeninae
  - род: Afrocaenis Gillies, 1982 - Африка
  - род: Amercaenis Provonsha & McCafferty, 1985 - Северная Америка
  - род: Barnardara McCafferty & Provonsha, 1995
  - род: Brasilocaenis Putzh, 1975
  - род: Caenis Stephens, 1835 - В Европе 14 видов
  - род: Caenodes Ulmer, 1924 - Юго-Восточная Азия
  - род: Caenomedea Thew, 1960 - Сулавеси, Папуа-Новая Гвинея
  - род: Caenopsella Gillies, 1977 - Восточная Африка
  - род: Clypeocaenis Soldán, 1978 - Юго-Восточная Азия
  - род: Irpacaenis Suter, 1999 - Австралия
  - род: Tasmanocoenis Lestage, 1930 - Австралия, Папуа-Новая Гвинея
  - род: Wundacaenis Suter, 1993 - Австралия

## Распространение
Встречаются по всему миру.